# داريوس ثيوس
داريوس ثيوس (بالإنجليزية: Darius Theus)‏ مواليد 12 يناير 1990 في بورتسموث، هو لاعب كرة سلة أمريكي. بدأ مسيرته الاحترافية في سنة 2013. يلعب في الدوري الهولندي لكرة السلة كلاعب هجوم خلفي. يحمل الرقم 10. يبلغ طوله 6 قدم 3 بوصة (1.9 م). سبق أن لعب مع نادي راستا فشتا لكرة السلة في الدوري الألماني لكرة السلة.

## روابط خارجية
- داريوس ثيوس على موقع DraftExpress.com (الإنجليزية)
- داريوس ثيوس على موقع كلية كرة السلة في سبورتس رفرنس.كوم (الإنجليزية)
- داريوس ثيوس على موقع بروبوليرز (الإنجليزية)